# Parexarrhenus excellens
Parexarrhenus excellens là một loài bọ cánh cứng trong họ Cerambycidae.